# Mariza (sångare)

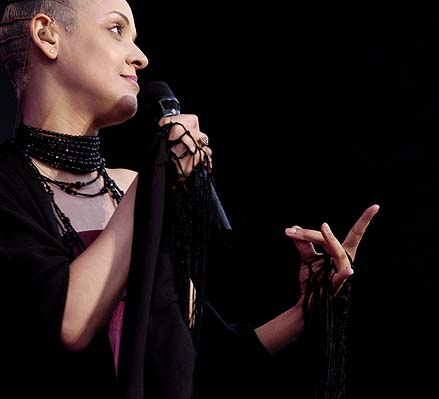
Mariza, 2004.

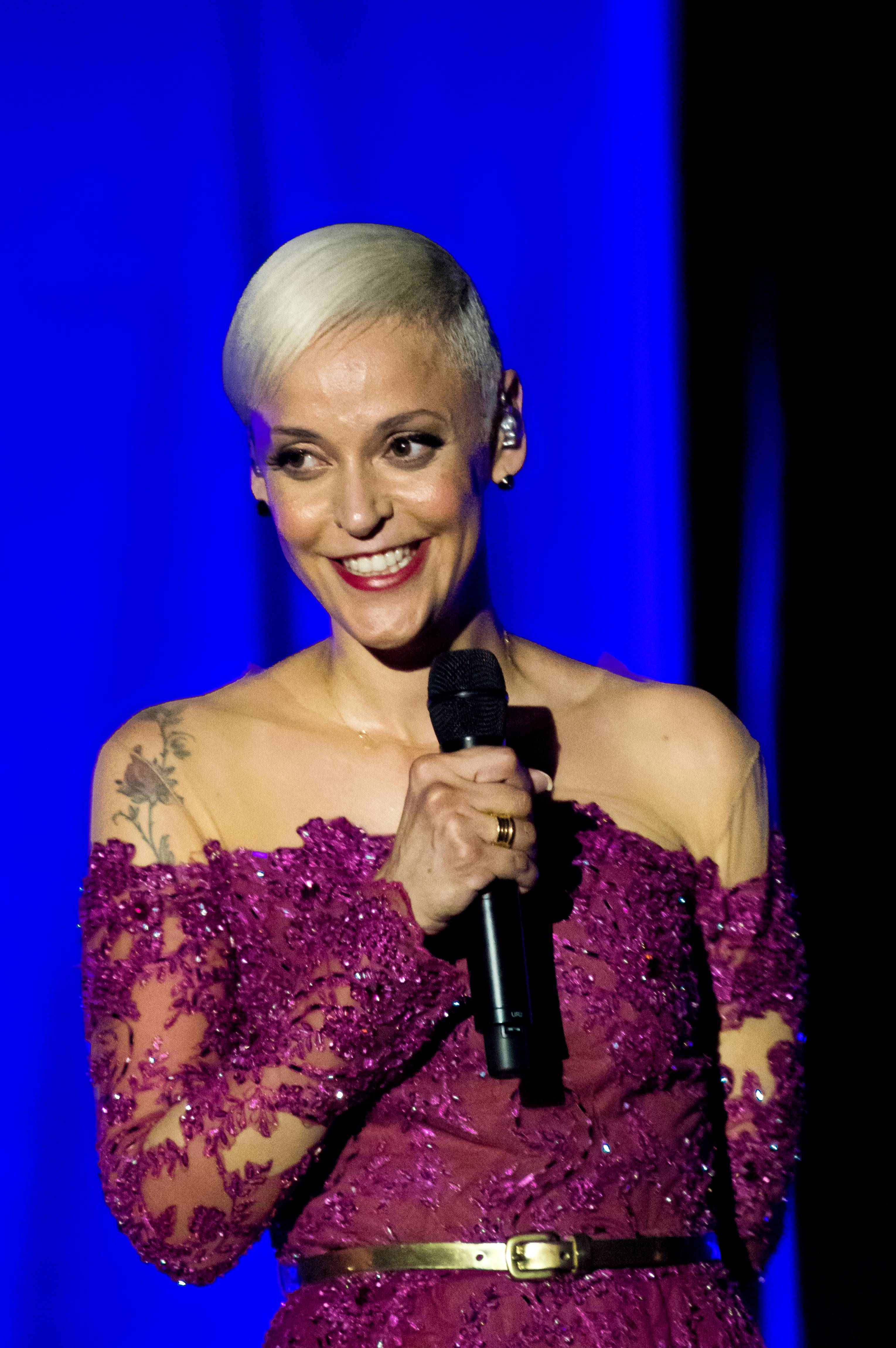
Zelt-Musik-Festival 2015 i Freiburg im Breisgau, Tyskland.

Mariza, egentligen Marisa dos Reis Nunes, född 16 december 1973 i dåvarande Lourenço Marques i Portugisiska Östafrika (nuvarande Maputo i Moçambique), är en portugisisk fadosångerska, en av de ledande unga fadoartisterna i Portugal. Mariza är född i Moçambique av en afrikansk mor med rötterna i Indien och en portugisisk far, men flyttade redan som treåring till Portugal, där hon började sjunga fado vid fem års ålder. Hon upptäcktes av Jorge Fernando, som var gitarrist åt fadodrottningen Amália Rodrigues. Fernando kom att bli Marizas mentor, kompositör och producent. 
Mariza släppte sitt första cd-album 2001 (Fado Em Mim). I Norden har hennes popularitet framför allt koncentrerats till Finland, där hon konserterat flera gånger i bl.a. Helsingfors, Åbo, Tammerfors och Lahtis inför fullhövdad publik.

## Diskografi
- Fado Tradicional (2010)
- Terra (2008)
- Mariza 'Concerto em Lisboa' (cd och dvd 2006)
- Transparente (2005)
- Live in London (dvd 2003)
- Fado Curvo (2002)
- Fado Em Mim (2001)